# Aigrefeuille-sur-Maine
Aigrefeuille-sur-Maine is een gemeente in Frankrijk in het departement Loire-Atlantique in de regio Pays de la Loire. Aigrefeuille-sur-Maine telde op 1 januari 2022 4.121 inwoners.

## Geschiedenis
Aigrefeuille-sur-Maine was de hoofdplaats van het gelijknamige kanton tot dit op 22 maart 2015 werd opgeheven. De gemeente werd hierop opgenomen in het kanton  Clisson.

## Geografie
De oppervlakte van Aigrefeuille-sur-Maine bedroeg op 1 januari 2022 14,58 vierkante kilometer; de bevolkingsdichtheid was toen 282,6 inwoners per km².

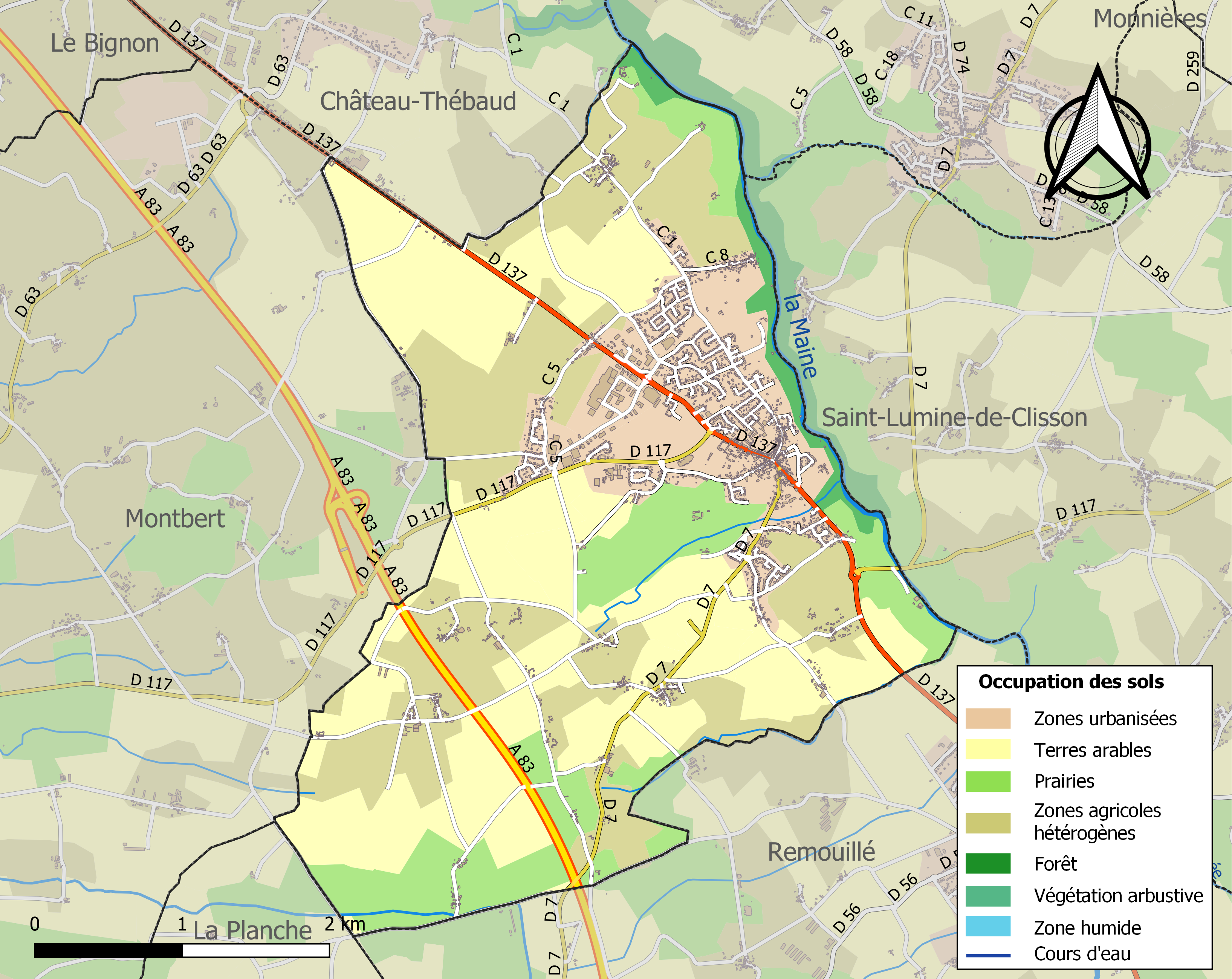
Kaart van de gemeente met de belangrijkste infrastructuur, bodemgebruik en omliggende gemeenten

## Demografie
Onderstaande figuur toont het verloop van het inwonertal (bron: INSEE-tellingen).

Aigrefeuille-sur-Maine · Boussay · Clisson · Gétigné · Gorges · Maisdon-sur-Sèvre · Monnières · La Planche · Remouillé · Saint-Hilaire-de-Clisson · Saint-Lumine-de-Clisson · Vieillevigne